# Anschutz Entertainment Group
A AEG é uma empresa americana, fundada em 2002, de esporte e entretenimento, subsidiária da Anschutz Corporation criada por Philip Anschutz. É o maior proprietário mundial de equipes e eventos esportivos. Sob a AEG Presents marca, é a segunda maior apresentadora mundial de eventos de música e entretenimento ao depois da Live Nation.
A empresa, pertencente ao grupo Anschutz Company, é proprietária ou gestora de uma rede de aproximadamente 120 arenas situadas nos cinco continentes.

## Histórico
AEG, anteriormente AEG Live, chamou a atenção internacional em 2009 quando atuou como promotora da turnê de Michael Jackson, This Is It. Jackson morreu apenas três semanas antes do início da série de 50 shows. Membros da família de Jackson disseram que gostariam de ver uma investigação, em geral, sobre o papel da AEG Live nas últimas semanas de sua vida, e também, em particular, sobre o papel dos conselheiros pessoais e representantes em quem acreditam os promotores organizados para ele.
Em 18 de setembro de 2012, a The Anschutz Corporation anunciou sua intenção de vender o Anschutz Entertainment Group e suas participações. A empresa contratou consultores financeiros Blackstone Advisory Partners para auxiliar no processo de venda da AEG. Houve algumas preocupações sobre a venda, já que a AEG foi fundamental para o desenvolvimento do Farmers Field , um estádio de futebol planejado no centro de Los Angeles com o objetivo de atrair um NFL time da para a cidade. A aprovação para iniciar a construção do Farmers Field em 2013 para uma conclusão em 2016 estava em processo de conclusão no momento em que a venda da AEG foi anunciada. Em 2015, os planos para o Farmers Field foram abandonados quando o então proprietário do St. Louis Rams , Stan Kroenke, anunciou planos para um estádio próprio.  
Em 14 de outubro de 2011, Anschutz anunciou que a AEG não estava mais à venda e que estava mudando de CEO. Tim Leiweke (CEO desde 1996) deixou a empresa; John Skorjanec foi nomeado vice-presidente de contas nacionais de mídia, com Dan Beckerman agora chefiando a AEG.
A principal subsidiária da AEG, a AEG Facilities, fundiu-se com sua operadora rival SMG em outubro de 2019, formando a ASM Global.

## Arenas
Entre os locais de entretenimento aos quais a empresa está vinculada, estão Staples Center, em Los Angeles, The O2 Arena, em Londres, Uber Arena, em Berlim e Sydney Super Dome, em Sydney.
A lista também conta com a Ericsson Globe Arena, em Estocolmo, o MasterCard Center, em Beijing, a Ulker Sports, em Istambul, o BBVA Compass Stadium, na cidade de Houston, Texas, a Brisbane Entertainment Center, em Brisbane, Austrália, a Home Depot Center, em Carson, Califórnia e o Best Buy Theater, situado na Times Square de Nova Iorque. Outros como o Sprint Center, na cidade do Kansas, a Rose Garden Arena, em Portland, a Target Center, no Minneapolis e a O2 World Hamburg, em Hamburgo, Alemanha, também se destacam.
A AEG Live fez parceria com a MGM Resorts International para construir a T-Mobile Arena em Las Vegas, que foi inaugurada em abril de 2016.

## Negócios esportivos
Além de ser acionista do Los Angeles Lakers, equipe de basquetebol da NBA, os ativos da AEG Sports incluem franquias e propriedades, como Los Angeles Kings, da NHL, Los Angeles Galaxy, da MLS e Eisbären Berlin, equipe profissional de hóquei no gelo sediada em Berlim, na Alemanha. A empresa também promove o evento ciclístico Tour da Califórnia e a corrida Zazzle Bay to Breakers.

## Outros negócios
A AEG também desenvolveu em Los Angeles o premiado distrito residencial de esportes e entretenimento L.A. Live, com mais de 4 milhões de metros quadrados. O espaço abriga o Nokia Theater, o Club Nokia, diversos bares e restaurantes além dos escritórios e hotéis 5 estrelas The Ritz-Carlton & JW Mariott, com 1001 quartos e amplo espaço de convenções.

## Subsidiárias
A AEG Live, subsidiária de entretenimento da empresa, é a segunda maior promotora de shows e turnês do mundo e tem 15 escritórios regionais. Sua atuação envolve turnês internacionais, festivais, concertos musicais, transmissões televisivas, merchandising e eventos especiais.
A AEG Global Partnerships é o núcleo responsável pelas transações de marketing e comerciais da companhia, tais como patrocínios, naming rights, direitos autorais e outras parcerias estratégias.
A AXS.com é a companhia de venda de ingressos e e-commerce da AEG e faz parte da primeira fase da nova plataforma de entretenimento da empresa, que funcionará como uma marca de consumo englobando conteúdos de TV e celular.

## Brasil
Até 2016, tinha contrato com o Allianz Parque estádio pertencente ao clube esportivo Palmeiras, localizado na cidade de São Paulo.